# Dooley Wilson
Arthur „Dooley“ Wilson (3. dubna 1886, Tyler, Texas – 30. května 1953, Los Angeles) byl americký herec a zpěvák. Jako afroamerický bubeník a zpěvák měl ve 20. letech 20. století svoji kapelu Red Devils, s níž vystupoval po klubech v Londýně a Paříži. Ta slavila takový úspěch, že si Wilson v Paříži otevřel vlastní klub, a stal se tak vůbec prvním černochem, který pro tento druh podnikání dostal licenci od francouzské vlády. Ve 30. letech nadobro přešel k herectví a vystupoval jak ve vedlejších rolích v divadelních hrách na Broadwayi, tak zhruba ve dvou desítkách filmů. Nejvíc jej však proslavila role pianisty Sama v americkém oscarovém snímku Casablanca (1942), který na přání Ilsy Lund (Ingrid Bergman) zahrál a zazpíval píseň „As Time Goes By“.